# Joseph Straszewicz
Joseph Straszewicz, en polonais Józef Straszewicz, né en 1799 à Rogów (Raguve (en)), alors dans l'Empire russe, et mort le 5 mai 1838 à Paris, est un journaliste et historien polonais, particulièrement connu pour ses biographies des participants à l'insurrection du royaume de Pologne contre le tsar Nicolas Ier (novembre 1830-septembre 1831).

## Biographie
Joseph Straszewicz est issu d'une famille noble  (blason Odrowąż) de l'ancien grand-duché de Lituanie, annexé par la Russie lors des trois partages de la Pologne (1772, 1793 et 1795). 
Durant l'insurrection de 1830-1831, qui touche aussi les Polonais de l'Empire russe, il fait partie du « Gouvernement central polonais pour la Lituanie et la Samogitie ».
Après la défaite de l'insurrection (chute de Varsovie le 8 septembre 1831), il émigre en France ; ses propriétés (Pomusze et Puknia dans le comté d'Upicki et Rogów dans le comté de Wilkomirski) sont confisquées.
À Paris, il écrit plusieurs ouvrages historiques et a aussi une activité d'éditeur (au n° 3, rue du Colombier) : il a notamment édité le livre de Joachim Lelewel consacré à Pythéas de Marseille (1836) et une Biographie du prince Adam-Georges Czartoryski par Niemcewicz (1835).
Il fait partie d'une organisation des exilés polonais des régions annexées par l'Empire russe, la Société lithuanienne et des Terres russiennes (Towarzystwo Litewskie i Ziem Ruskich). Cette société, fondée le 10 décembre 1831, a pour président César Plater, pour secrétaire Léonard Chodzko et pour président d'honneur le général La Fayette. 
Les statuts de la société ont été mis au point le 25 mars 1832, anniversaire du soulèvement dans le grand-duché de Lituanie.

## Œuvres
- Les Polonais et Polonaises de la révolution du 29 novembre 1830, Paris, A. Pinard, 1832, disponible en ligne
- Émilie Plater, sa vie et sa mort, Paris, 1834, 356 p., disponible en ligne (notice BnF : FRBNF31412531)
- Les Femmes célèbres de tous les pays : leurs vies et leurs portraits, Paris, Lachevardière, 1834, 106 p., in-f° (lire en ligne), ouvrage écrit en collaboration avec Laure Junot d'Abrantès
- La Nuit du 29 novembre 1830 à Varsovie, Paris, 1835, 40 p. (BnF : FRBNF31412535)
- Armée polonaise de la révolution du 29 novembre 1830 ; costume de toute arme et de tout grade ; notice historique sur chaque régiment, avec les portraits des principaux généraux[6], Paris, 1835, 12 p. Il s'agit d'une « première livraison », qui n'a pas eu de suite (BnF : FRBNF31412530)

## Les Polonais et Polonaises de la révolution du 29 novembre 1830
Cet ouvrage est principalement consacré aux biographies d'un grand nombre de participants à l'insurrection de 1830-1831 du royaume de Pologne contre le tsar Nicolas Ier. 
Il n'est malheureusement pas paginé globalement, mais seulement à l'intérieur de chaque notice. Les notices ne sont pas même classées dans l'ordre alphabétique, ni dans aucun ordre apparent.
La structure d'ensemble est la suivante (dans la version disponible en ligne) : 
- Préface de Joseph Straszewicz (2 pages)
- 86 notices biographiques[7]
- La nuit du 29 novembre 1830 (40 p.)
- 3 notices biographiques[8]
- Les porte-enseignes de Dunabourg (6 p.)
- 7 notices biographiques[9]
- Conclusion et liste des comités de soutien aux Polonais dans le monde, avec indication des membres principaux (10 p.)
- Index des personnes citées (4 p.)

Sur les 96 notices, quelques-unes portent sur 2 personnes (5) ou 3 personnes (1) et une notice est consacrée à « la famille Jelowicki ». 7 notices sont consacrées à des femmes. 
Chaque notice est précédée d'un portrait en gravure. Certaines comportent des documents annexes (« Pièces justificatives »). Leur longueur est très variable : de 2 à 28 pages (Mathias Rybinski). Le total des pages (sans les portraits) est d'environ 660.
Les noms et les prénoms sont francisés dans le texte ; les noms sous leur forme polonaise sont donnés avec les portraits.

### Pages connexes
- Émilie Plater
- Insurrection de Novembre